# 요네자와 다케시
요네자와 다케시(일본어: 米澤 剛志, 1969년 2월 6일 ~ )는 일본의 전 축구 선수이다.

## 구단 경력
1991년 일본 사커 리그의 야마하 발동기(주빌로 이와타)에 입단했다. 1993년 재팬 풋볼 리그 준우승으로 J1리그로 승격했다. 1996년 감바 오사카로 이적했다. 1997년 재팬 풋볼 리그의 오이타 트리니티로 이적했다. 1997년후 현역 은퇴.